# Kerže
Kerže je priimek v Sloveniji, ki ga je po podatkih Statističnega urada Republike Slovenije na dan 1. januarja 2010 uporabljalo 20 oseb.

## Znani nosilci priimka
- Frank Kerže (1876—1961), slovensko-ameriški pisatelj, urednik in publicist
- Franc Krže/Kerže (1875—?), izseljenski duhovnik, časnikar, prevajalec (pozor: se razlikuje od zgornjega!)
- Ivo Kerže (*1976), filozof (neotomist?)
- Pavel Kerže (1909 - 1993), podjetnik, kemijski inženir (vodja laboratorija Color)
- Vladislav Kerže (Ladislaus Kersche) (1904—?), kirurg
- Vladimir Kerže
- Zofija Kerže Frančeškin